# Pseudopotamilla cerasina
Pseudopotamilla cerasina är en ringmaskart som först beskrevs av Grube 1870.  Pseudopotamilla cerasina ingår i släktet Pseudopotamilla och familjen Sabellidae. Inga underarter finns listade i Catalogue of Life.